# Puthalam
Puthalam é uma panchayat (vila) no distrito de Kanniyakumari, no estado indiano de Tamil Nadu.

## Demografia
Segundo o censo de 2001,  Puthalam  tinha uma população de 11,828 habitantes. Os indivíduos do sexo masculino constituem 50% da população e os do sexo feminino 50%. Puthalam tem uma taxa de literacia de 82%, superior à média nacional de 59.5%: a literacia no sexo masculino é de 85% e no sexo feminino é de 80%. Em Puthalam, 10% da população está abaixo dos 6 anos de idade.